# Chicago house
Chicago house o house de Chicago es la primera forma de música house que existió. No es un estilo particular de música house; el término únicamente se refiere a las primeras producciones experimentales de este tipo de música. Se cree que el término "house" para describir al género musical apareció en Chicago en una discoteca llamada The Warehouse. Aunque no está claro el origen exacto del término, suele asociarse su creación al nombre de este club.

## Historia
La música house se desarrolló inicialmente en la escena underground de Chicago sin un claro propósito comercial. Como consecuencia, los discos del primer house eran más conceptuales y largos que la música habitualmente programada en la radio comercial. Para la creación de este tipo de canciones los productores utilizaban sintetizadores analógicos y secuenciadores y tomaban elementos de otras piezas gracias al sampling, combinando todo ello con instrumentos tradicionales así como percusiones y vocales soulful.
El origen de esta música se encuentra en el disco, del que el house no se distinguía claramente hasta principios de los años 1980. Es entonces cuando aparecen las primeras cajas de ritmo, empezando a desarrollarse la música house propiamente dicha gracias al impulso que con ellas lograban dar a sus sesiones los DJs de la época. Puede decirse que en la creación del house tienen un papel primordial el DJ, quien mediante la mezcla de diferentes discos simultáneamente iban desarrollando todo el nuevo lenguaje del house. Entre los primeros y más influyentes DJs se cuentan Ron Hardy, que mezclaba indistintamente discos de italo disco, el primer hip hop o temas de Kraftwerk.
El primer éxito de música estrictamente house fue "On and On" publicado en 1984 por Jesse Saunders. Otros importantes temas que marcaron el inicio del Chicago House son "Can You Feel It?"/"Washing Machine"/"Mystery of Love" de Mr Fingers publicado en 1985, con su característico sonido aterciopelado, de influencia jazz, creado con una Roland TR-707 y un ritmo de 110-125 bpm. Este tema comenzó el estilo llamado deep house. Del mismo año es "It's House" de Chip E, un buen ejemplo de Chicago House. En 1986, Phuture publicó "Acid Trax", que sienta las bases del género conocido como acid house basado en buena medida en el sonido particular del sintetizador 303.
Hacia 1985, la música house dominaba la escena de clubs en Chicago, en buena medida gracias a su programación en la radio y especialmente gracias al programa 102.7 FM WBMX. Otro factor explicativo del éxito de este estilo fue la aparición de sintetizadores cada vez más asequibles, entre los que destacan las máquinas TR-909, TR-808 y TR-707, así como la caja de ritmos latina TR-727 o los sintetizadores de bajo como la TB-303. 
Los sellos discográficos más significativos de chicago house en sus orígenes fueron DJ International Records y Trax Records.